# Битка код Пелеканона
Битка код Пелеканона вођена је 10-11. јуна 1329. године између војске Византијског царства предвођене Андроником и Турака Османлија предвођених Орханом. Битка је део Византијско-османских ратова, а завршена је победом Турака.

## Битка
Упади Османлија на византијске територије у Малој Азији натерали су Андроника да предузме поход на Османову војску. Један део његове војске био је заробљен у Никеји коју су Турци опсели, па Андроник креће да деблокира град. Турска војска предвођена Орханом га је дочекала на Пелеканону и блокирала пут ка Никомедији. У бици која је успедила оба Анроника и Јован Кантакузин су задобили лакше повреде. Проширио се глас да је цар убијен, па је у византијској војсци завладала паника. Тако се покушај деблокаде Никеје завршио неуспехом, а град је заузет три године касније. То је омогућило Турцима да без већих тешкоћа освоје све византијске територије у Азији.